# Puchar Kontynentalny w kombinacji norweskiej 2001/2002
Sezon 2001/2002 Pucharu Kontynentalnego w kombinacji norweskiej rozpoczął się 1 grudnia 2001 w fińskim Vuokatti, zaś ostatnie zawody z tego cyklu odbyły się 7 marca 2002 w amerykańskim Lake Placid. W kalendarzu znalazło się dwadzieścia jeden konkursów, w tym dziewięć sprintów, cztery starty masowe, siedem metodą Gundersena i jedne zawody drużynowe.
Pierwotnie cykl ten nosił nazwę Pucharu Świata B, jednak w 2008 roku zmieniono ją na Puchar Kontynentalny. Tytułu najlepszego zawodnika bronił Norweg Jan Rune Grave. W sezonie tym najlepszy okazał się jego rodak Sverre Rotevatn.

## Kalendarz i wyniki
| Lp  | Data             | Miejscowość                   | Konkurencja            | 1. miejsce                                                        | 2. miejsce                                         | 3. miejsce                                                      |
| --- | ---------------- | ----------------------------- | ---------------------- | ----------------------------------------------------------------- | -------------------------------------------------- | --------------------------------------------------------------- |
| 1.  | 1 grudnia 2001   | Vuokatti                      | Gundersen K90/15 km    | Espen Rian                                                        | Bernhard Gruber                                    | Nicolas Bal                                                     |
| 2.  | 2 grudnia 2001   | Vuokatti                      | Start Masowy K90/15 km | Mathieu Martinez                                                  | Jan Schmid                                         | Jouni Kaitainen                                                 |
| 3.  | 5 grudnia 2001   | Taivalkoski                   | Sprint K90/7,5 km      | Antti Kuisma                                                      | Stephan Münchmeyer                                 | Thorsten Schmitt                                                |
| 4.  | 8 grudnia 2001   | Bardu                         | Gundersen K90/15 km    | Petr Šmejc                                                        | Bernhard Gruber                                    | Stephan Münchmeyer                                              |
| 5.  | 9 grudnia 2001   | Bardu                         | Sprint K90/7,5 km      | Nicolas Bal                                                       | Aleksiej Barannikow                                | Jan Schmid                                                      |
| 6.  | 15 grudnia 2001  | Planica                       | Gundersen K90/15 km    | Andrej Jezeršek                                                   | Christian Beetz                                    | Aleksiej Fadiejew                                               |
| 7.  | 16 grudnia 2001  | Planica                       | Sprint K90/7,5 km      | Petr Šmejc                                                        | Aleksiej Fadiejew                                  | Antti Kuisma                                                    |
| 8.  | 4 stycznia 2002  | Klingenthal                   | Sprint K90/7,5 km      | Kenneth Braaten                                                   | Johnny Spillane                                    | Andreas Hartmann                                                |
| 9.  | 5 stycznia 2002  | Klingenthal                   | Start Masowy K90/ 3x5  | Rosja I Władimir Łysenin · Walerij Stolarow · Aleksiej Barannikow | Estonia Rauno Pikkor · Villu Teder · Tambet Pikkor | Stany Zjednoczone Jed Hinkley · Johnny Spillane · Carl Van Loan |
| 10. | 6 stycznia 2002  | Klingenthal                   | Gundersen K90/15 km    | Frédéric Baud                                                     | Andreas Hurschler                                  | Aleksiej Barannikow                                             |
| 11. | 11 stycznia 2002 | Baiersbronn                   | Start Masowy K90/10 km | Jan Schmid                                                        | Kenneth Braaten                                    | Andreas Hurschler                                               |
| 12. | 13 stycznia 2002 | Baiersbronn                   | Sprint K90/7,5 km      | Frédéric Baud                                                     | Andreas Hurschler                                  | Andreas Hartmann                                                |
| 13. | 14 stycznia 2002 | Baiersbronn                   | Sprint K90/7,5 km      | Jan Schmid                                                        | Andreas Hurschler                                  | Milan Kučera                                                    |
| 14. | 18 stycznia 2002 | Saalfelden am Steinernen Meer | Sprint K90/7,5 km      | Frédéric Baud                                                     | Carl Van Loan                                      | Espen Rian                                                      |
| 15. | 19 stycznia 2002 | Saalfelden am Steinernen Meer | Gundersen K90/15 km    | Espen Rian                                                        | Jason Myslicki                                     | Carl Van Loan                                                   |
| 16. | 28 lutego 2002   | Calgary                       | Gundersen K90/15 km    | Jason Myslicki                                                    | Wilhelm Denifl                                     | Norihito Kobayashi                                              |
| 17. | 2 marca 2002     | Calgary                       | Sprint K90/7,5 km      | Andrej Jezeršek                                                   | Jason Myslicki                                     | Wilhelm Denifl                                                  |
| 18. | 3 marca 2002     | Calgary                       | Start Masowy K90/10 km | Wilhelm Denifl                                                    | Nathan Gerhart                                     | Kris Erichsen                                                   |
| 19. | 7 marca 2002     | Lake Placid                   | Sprint K90/7,5 km      | Wilhelm Denifl                                                    | Sverre Rotevatn                                    | Alex Glueck                                                     |
| 20. | 9 marca 2002     | Lake Placid                   | Start Masowy K90/10 km | odwołany                                                          | odwołany                                           | odwołany                                                        |
| 21. | 10 marca 2002    | Lake Placid                   | Gundersen K90/15 km    | odwołany                                                          | odwołany                                           | odwołany                                                        |

## Klasyfikacje
| Lp. | Zawodnik           | Punkty |
| 1.  | Sverre Rotevatn    | 273    |
| 2.  | Carl Van Loan      | 242    |
| 3.  | Jens Salumäe       | 224    |
| 4.  | Petr Šmejc         | 212    |
| 5.  | Wilhelm Denifl     | 203    |
| 6.  | Sylvain Guillaume  | 195    |
| 7.  | Kenneth Braaten    | 191    |
| 8.  | Andrej Jezeršek    | 189    |
| 9.  | Norihito Kobayashi | 170    |
| 9.  | Nathan Gerhart     | 170    |